# Batalha de Makin
A Batalha de Makin foi uma batalha travada entre o Exército dos Estados Unidos e as forças do Exército Imperial Japonês como parte da campanha no Pacífico durante a Segunda Guerra Mundial, lutada entre 20 e 24 de novembro de 1943, no Atol de Makin nas Ilhas Gilbert.

## Antecedentes

### Invasão japonesa e fortificação
Ao fim da Campanha nas Ilhas Aleutas e do progresso nas Ilhas Salomão, combinado com o aumento de homens e suprimentos, deu aos americanos os recursos para começar a invasão as ilhas centrais do Pacífico no final de 1943. O Almirante Chester Nimitz queria começar as invasões no começo de 1943, mas os recursos não estavam disponíveis para levar o plano a diante, não ao mesmo tempo que a Operação Cartwheel, do envolvimento em Rabaul no Arquipélago de Bismarck. O plano era se aproximar das Ilhas principais do Japão pela chamada "island hopping": estabelecer bases navais e aéreas em terra nas ilhas do pacífico central para apoiar uma eventual invasão ao próprio Japão. Tomar as Ilhas Gilbert era o primeiro passo desta campanha.
Em 10 de dezembro de 1941, três dias após o ataque a Pearl Harbor, 300 soldados japoneses, além dos trabalhadores chamados de Força terrestre especial das Ilhas Gilbert, chegaram ao Atol de Makin e ocuparam o local sem encontrar quase nenhuma resistência. Posicionado a leste das Ilhas Marshall, Makin seria uma excelente base para os hidroaeroplanos, estendendo as patrulhas aéreas japonesas às ilhas Howland, Baker, Tuvalu, Phoenix e Ellice, e segurar os Aliados, protegendo assim o flanco do perímetro japonês de ataques Aliados.

### Assalto à Ilha de Makin
Em 17 de agosto de 1942, 211 fuzileiros americanos do 2º Batalhão de Marine Raider sob o comando do coronel Evans Carlson e do capitão James Roosevelt desembarcaram em Makin vindo de dois submarinos, o USS Nautilus e o USS Argonaut. A guarnição japonesa na região tinha entre 83 e 160 na região sob o comando de um oficial certificado. Os Raiders mataram ao menos 83 soldados japoneses, aniquilando aquela guarnição, e destruiu as instalações do inimigo na região ao custo de 21 fuzileiros (a maioria por ataques aéreos) e outros 9 capturados. Os japoneses levaram os prisioneiros para o de Atol de Kwajalein, onde foram decapitados. Um dos objetivos do ataque era confundir os japoneses sob as intensões dos americanos no pacífico mas somente alertou os japoneses da importância estratégica em manter as Ilhas Gilbert e a fortificar as defesas na região.
Após o assalto de Carlson, os japoneses enviaram reforços as Ilhas Gilbert, que estavam desguarnecidas. Em agosto de 1942, Makin foi guarnecida por uma única companhia da 5ª Base das Forças Especiais (700 - 800 homens) e se tornou um local para os hidroaeroplano e para as defesas costeiras do atol no leste. Em julho de 1943, o hidroaeroplano de Makin estava completo e pronto para acomodar os hidroaviãos bombardeiros "Emily" Kawanishi H8K, os caças "Rufe" Nakajima A6M2-N e os aviões de reconhecimento "Jake" Aichi E13A. As defesas da ilha também estavam completas, apesar de não estarem tão fortes quanto a do Atol de Tarawa — a principal base aéro-naval da Marinha Japonesa nas Ilhas Gilbert. Os navios Chitose japoneses e o 653º Corpo Aéreo foi também deslocado para Makin. Enquanto os Japoneses erguiam suas defesas em Gilbert, as forças americanas ja faziam seus planos para retomar as ilhas.

### Planejamento americano
Em junho de 1943, o Estado-Maior do almirante Chester W. Nimitz, Comandante em Chefe da Frota Americana do Pacífico (CINCPAC), submeteu um plano de ocupação as Ilhas Marshall. Inicialmente tanto Nimitz e quanto o almirante Ernest King, o Chefe das Operações Navais, queria atacar o coração do perímetro de defesa exterior dos japoneses, mas os planos de atacar Marshall diretamente de Pearl Harbor precisaria de mais tropas e transporte do que a Frota do Pacifico dispunha. Considerando esses empecilhos e a falta de experiencia das Forças Americanas, foi decidido tomar as Ilhas Marshall em uma operação passo-a-passo via Ellice e pelas Ilhas Gilbert. Gilbert ficava a 200 milhas (300 km) do sul de Marshall e estava ao alcançe das aéronaves americanas B-24 que partiam das ilhas Ellice, que dava apoio aéreo e possibilitava reconhecimento de longa distância para as operações nas Ilhas Gilbert. Com essas vantagens em mente, em 20 de julho de 1943, o Estado Maior decidiu tomar os Atóis de Tarawa e Abemama na área de Gilberts, próximo a Ilha Nauru. Essa operação foi chamada "Operação Galvanic."
Em 4 de setembro, as tropas anfíbias da 5ª Frota Naval Americana foi designada V Corpo Anfíbio e posto sob comando do Major General Holland M. Smith, dos fuzileiros. O V Corpo Anfíbio tinha apenas duas divisões, a 2ª Divisão de Marines baseada na Nova Zelândia e a 27ª Divisão de Infantaria do Exército baseada no Havaí. A 27ª Divisão de Infantaria era antiga unidade da Guarda Nacional de Nova Iorque chamada para o serviço Federal em outubro de 1940. Ela foi transferida para o Havaí e ficou lá por seis meses antes de ser escolhida pelo Tenente-General Robert C. Richardson, Jr., Comandante das forças do Exército no Pacífico Cetral, para tomar as Ilhas Gilbert. Capitão James Jones, comandante do Companhia de Reconhecimento Anfíbio serviu abordo do submarino USS Nautilus no reconhecimento sobre as ilhas Gilbert, estudando as defesas da cabeça-de-praia para a futura invasão.
A 27ª Divisão foi escalada para levar suprimentos ao regimento que estava em combate (o 165º Regimento de Infantaria) reforçado por um batalhão de desembarque (o 3º Batalhão, 105º Regimento de Infantaria), que por sua vez foi apoiado pelo 105º Batalhão de Artilharia e pelo 193ª Divisão Blindada, sob o comando do Major General Ralph C. Smith, um veterano da Primeira Guerra Mundial, que assumiu o comando em Novembro de 1942. Ele era um dos oficiais mais bem respeitados do Exército dos Estados Unidos naquele momento. Em abril de 1943, a 27ª Divisão de Infantaria começou as preparações para as operações anfíbias.
O plano era que a 27ª Divisão de Infantaria começaria seu ataque em agosto de 1943, com as Ilhas Nauru no oeste de Gilbert como objetivo original. Ao contrário dos outros objetivos, Nauru era uma ilha de fato, muito maior que as outras e também mais bem defendida.
Contudo, em setembro de 1943, a 27ª mudou o objetivo. A dificuldade de providenciar apoio naval e aéreo simultâneos a operação em Tarawa, e a falta de  transportes de suprimentos para a divisão necessários para atacar Nauru, fez com que o Almirante Nimitz mudasse o objetivo da 27ª de Nauru para o Atol de Makin, a nordeste das Ilhas Gilbert. A 27ª Divisão de Infantaria soube da mudança de ordens em 28 de setembro e começou a fazer os preparativos para a investida contra Makin.
A grande perda de aviões e os pesados danos infligidos aos cruzadores pesados nas Ilhas Salomão fez com que o plano dos japoneses de atacar a Frota Americana invasora perto das Ilhas Carolinas fosse praticamente impossível. Para os americanos, o afugentamento da Marinha japonesa da região ajudou a isolar Tarawa e Makin, deixando as ilhas praticamente indefesas a um ataque aéro-naval.

## Batalha

### Prelúdio
A frota invasora, Força Tarefa 52 (TF 52) comandada pelo Almirante Richmond K. Turner deixou Pearl Harbor em 10 de novembro de 1943. A força terrestre, Força Tarefa 52.6, que continha algumas unidades da 27ª Divisão de Infantaria comandada pelo Major General Ralph C. Smith.
Na véspera da invasão, a guarnição japonesa na principal ilha do Atol de Makin, Butaritari, tinha 806 homens: 284 da infantaria da marinha, 6ª Força de Desembarque Naval, 108 homens de aviação da 802ª e da 952ª Unidade Aeronáutica, 138 tropas da 111ª e 276 homens do 4º Departamento de Construção da Frota e destacamentos de Tanques de Makin da 3ª Base das Forças Especiais (3 tanques Type 95 Ha-Go), comandados pelo Tenente Seizo Ishikawa. O número de tropas de combate bem treinadas em Makin não chegava a 300 soldados.
As defesas terrestres de Butaritari estavam concentradas na costa da lagoa, perto da base dos hidroaeroplanos no centro da ilha. Havia duas barreiras de defesa na ilha: a barreira do oeste se estendia da lagoa até Butaritari ocupando dois-terços do local, tinha 4 m de diâmetro e quase 5 m de profundidade e era protegido por uma parede-bunker de concreto anti-tanque, e mais seis ninhos de metralhadoras e 50 quites de rifles. A barreira de tanques do leste tinha 4,3 m de diâmetro e 1,8 m de profundidade, que se estendia da lagoa até a costa da Ilha com barricadas anti-tanque em cada ponta da extremidade. Também continha barreiras de arame farpado e um sistema integrado de armas e trincheiras.
Uma série de pequenas fortificações foi colocado na costa de Butaritari, com oito armas de 200 mm, três armas anti-tanque de 37 mm, 10 metralhadoras e 85 quites de rifles. Os japoneses esperavam que a invasão acontecesse na área de Butaritari que era voltada para o mar, assim como Carlson fez em seu assalto em 1942 e então estabeleceram suas defesas a 3 km de onde aquele ataque ocorreu. Sem qualquer apoio de aviões, navios ou sem esperanças de reforços, os defensores em desvantagem numérica e de armas podiam apenas esperar conter a ofensiva Americana pelo maior tempo possivel.

### Invasão

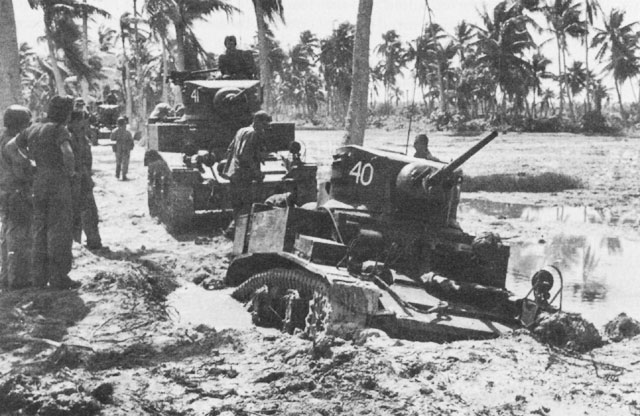
Tanques M3 Stuart americanos entelados na lama de Makin.

As operações aéreas contra Makin começaram em 13 de novembro, com os bombardeiros B-24 da Força Aéra Americana que pertenciam a Sétima Força Aérea vindo de Ellice. Os "Wildcats" Grumman FM-1 escoltavam os "Dauntless" Douglas SBD, bombardeiro de mergulhos, e os "Avengers" Grumman TBF que decolavam dos porta-aviões USS Liscome Bay, USS Coral Sea e USS Corregidor; seguido por um intenso fogo de barragem dos couraçados e demais navios da marinha. As tropas então começaram a desembarcar nas duas praias pré-determinadas em 08:30h de 20 de novembro.
Os desembarques iniciais ocorreram na "Praia Vermelha" e ocorreu de acordo com o planejado com as tropas de assalto se movimentando rapidamente para o interior da ilha. O progresso foi atrasado por tiros de snipers, pela necessidade de driblar os destroços na ilha e as crateras cheias d'água pelo bombardeio aéreo-naval. Essas crateras na Praia Vermelha atrapalharam o avanço dos tanques do 193º Batalhão quando o avanço liderado pelos tanques M3 foi interrompido, quando os blindados afundavam e intalavam nos buracos bloqueando assim o caminho dos demais veículos.
Quando os veículos de desembarque se aproximavam da "Praia Amarela", eles começaram a receber tiros de armas pequenas e de metralhadoras pelos defensores da ilha. As tropas de assalto também foram surpreendidos quando seus veículos não conseguiam andar devido a pouca profundidade da lagoa, forçando as tropas a andar os últimos 230 m. Apesar da perda de equipamento e armas pela água, apenas três homens foram mortos na praia, principalmente porque os defensores decidiram recuar para o interior da ilha para tentar formar um último bolsão de resistência.
O plano de invasão foi concebido na esperança de distrair o inimigo e faze-lo desviar tropas e recursos para a Praia Vermelha a fim de facilitar o avanço na Praia Amarela. O inimigo, contudo, não respondeu diretamente ao avanço na Praia Vermelha e também recuou da Praia Amarela ainda que mantendo uma leve base de fogo nesta praia, deixando nenhuma escolha as tropas da 27ª Divisão se não atacar as fortificações no interior do atol um por um. Houve também muita dificuldade em manuzear as armas pesadas, incluindo os tanques, por causa do perigo de fogo-cruzado. O comandante do regimento 165º de Infantaria, Coronel J.G. Convoy, foi morto em combate por uma metralhadora japonesa na tarde do primeiro dia.

### Captura de Makin
Dois dias de intensa luta reduziu o esforço da resistência. Depois de limpar o atol da presença inimiga, o comandante da 27ª Divisão, Maj. Gen. Ralph C. Smith, reportou na manhã de 23 de novembro, "Makin foi tomada, recomendo comando seja passado ao comandante da guarnição." No final a maior dificuldade em capturar Makin foi coordenar as ações de duas forças de invasão terrestre separadas, um problema mais complicado porque os defensores agiram diferente da forma como os analistas americanos anteciparam. A falta de adequação da praia para receber as forças terrestres e supri-las constantemente, não foi descoberta pelo reconhecimento antes do ataque, reconhecimento este que provou-se bem falho.

## Consequências
A ocupação completa de Makin demorou quatro dias e custou mais vidas para a Marinha do que para o pessoal em terra. Apesar da superioridade em homens e armas, a 27ª Divisão teve várias dificuldades em submeter os defensores da ilha. Um tanque japonês Ha-Go foi destruído em combate e os outros dois tanques foram abandonados sem terem disparado um tiro.
Em comparação com os 395 japoneses mortos em ação, as tropas americanas em terra sofreram 218 baixas (66 mortos e 152 feridos). As perdas da Marinha foram bem maiores: 644 mortos no Liscome Bay, 43 mortos em um incêndio no Couraçado USS Mississippi, e houve outros 10 mortos entre o pessoal de desembarque e aviadores, totalizando 697 mortes no mar para os EUA. Apesar disso, o total de 763 americanos mortos nem se aproxima do total de perdas sofridas pelo japoneses, que tiveram sua guarnição na ilha completamente aniquilada.